# 4214 Veralynn
A 4214 Veralynn (ideiglenes jelöléssel 1987 UX4) a Naprendszer kisbolygóövében található aszteroida. Ljudmilla Vasziljevna Zsuravljova fedezte fel 1987. október 22-én.